# Ngậm bìu dái

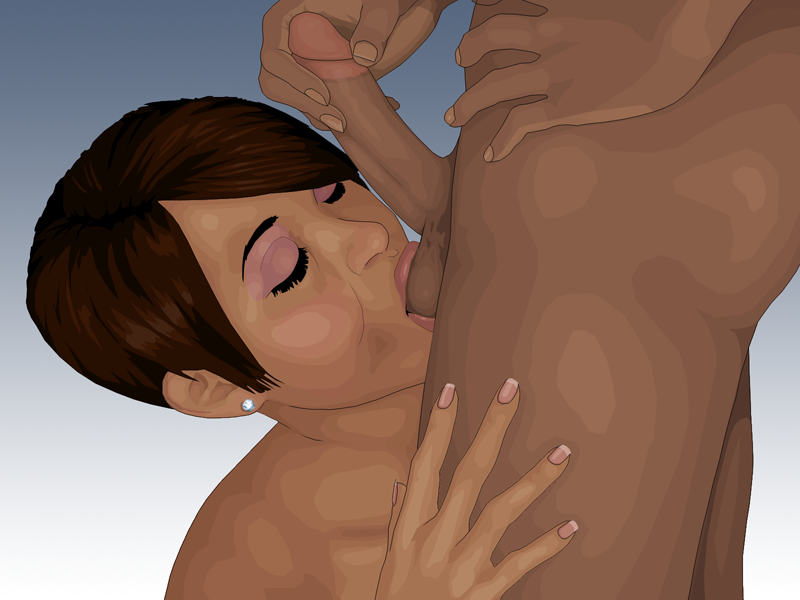
Một người phụ nữ thực hiện hành động teabag

Ngậm bìu dái (tiếng Anh: teabag hay teabagging, nghĩa đen: túi trà) là từ lóng chỉ hành vi mút, ngậm, hoặc đưa bìu dái lên mặt để đạt được khoái cảm tình dục.
Trong tiếng Anh, hành động này được gọi là túi trà vì việc ngậm bìu dái liên tục, đưa ra đưa vào có nét tương đồng như khi ta nhúng một túi trà vào tách nước nóng để đun nó lên. Ngậm bìu dái có thể coi là một kiểu hoạt động tình dục không xâm nhập, thực hiện ở giai đoạn khởi động tình dục.

## Kích dục bằng miệng
Bên cạnh dương vật, tinh hoàn (bìu) cũng là bộ phận nhạy cảm, nếu được kích thích sẽ dễ tạo khoái cảm tình dục. Chính vì vậy, nó được coi như một phần trong quá trình tình dục bằng miệng. Nhiều nghiên cứu cho rằng, ngậm mút bìu dái ít làm lây các bệnh xã hội như HIV hơn các hành vi tình dục khác.